# Micropipeta

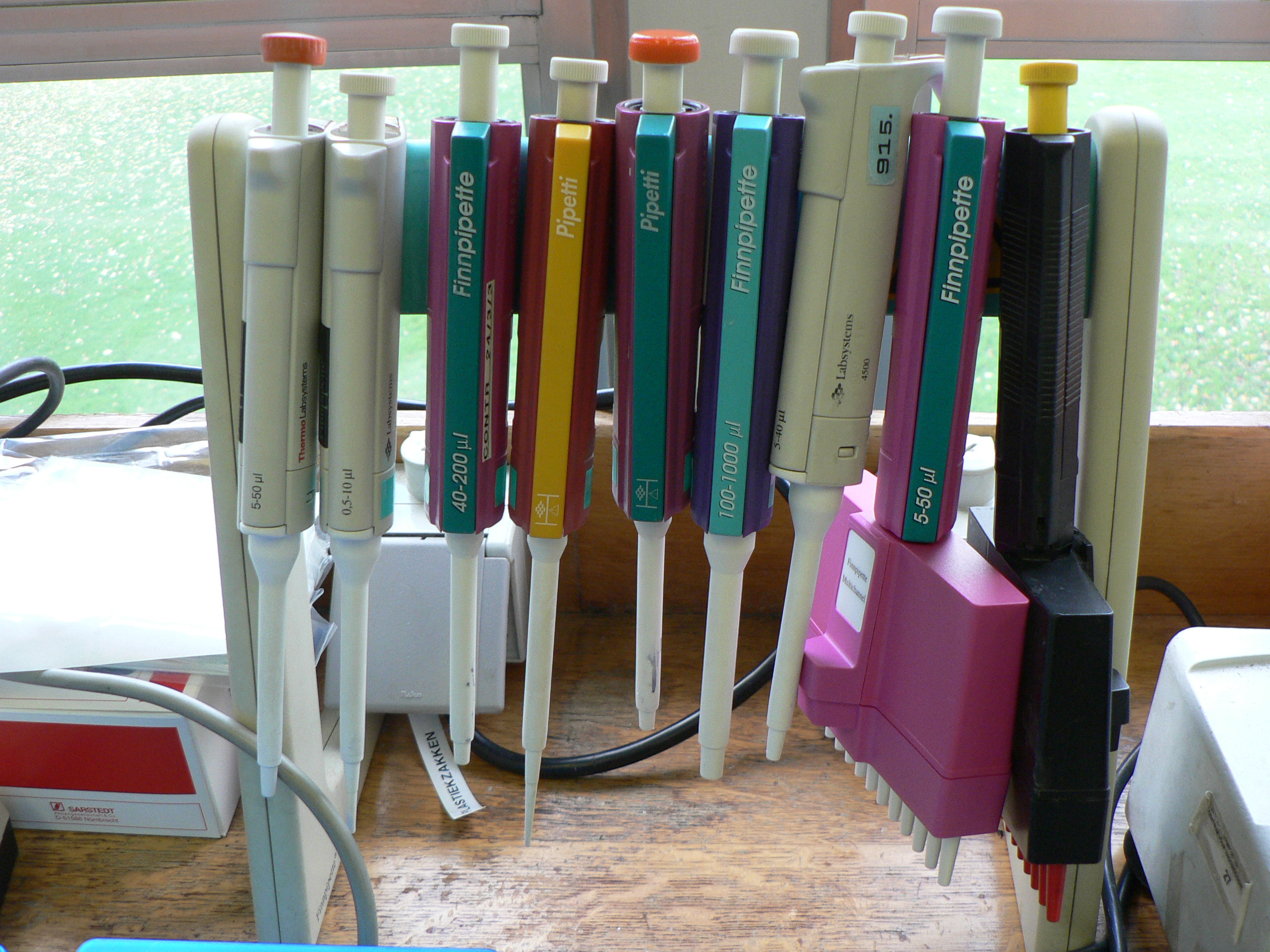
Diferentes tipos de micropipetas. Los ejemplares de la derecha son multicanales, de múltiples puntas.

La micropipeta es un instrumento de laboratorio empleado para succionar y transferir pequeños volúmenes de líquidos y permitir su manejo en las distintas técnicas analíticas.
Los volúmenes captables por estos instrumentos varían según el modelo: los más habituales, denominados p20, p200 y p1000, admiten un máximo de 20; 200 y 1000 μL, respectivamente. 
El volumen mínimo que puede succionar una micropipeta es de 0,2 µL y un volumen máximo 10.000 µL (10 mL).
Es de destacar que el uso de micropipetas permite emplear distintos líquidos sin tener que lavar el aparato: para ello, se emplean puntas desechables, de plástico, que habitualmente son estériles. Existen varios tipos de puntas: por ejemplo, las amarillas para pipetear volúmenes pequeños (por ejemplo, 10 μL), y las azules para pipetear volúmenes grandes (por ejemplo, 800 μL).

## Tipos

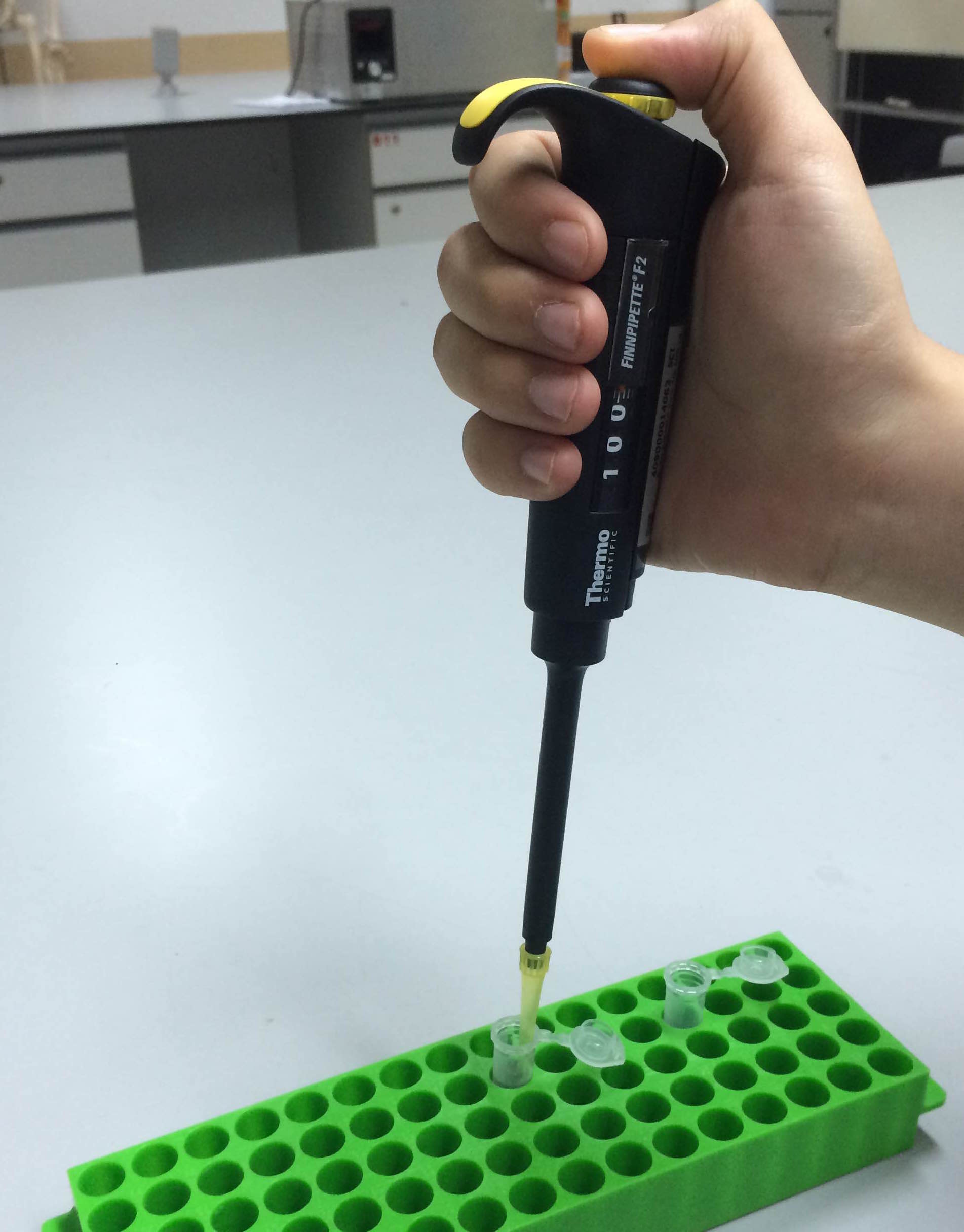
Uso de una micropipeta.

Existen micropipetas manuales, en las que el volumen a aspirar se fija girando un botón en su parte superior que está conectado a un sistema analógico de confirmación de volumen, y automáticas, en las cuales dicho sistema es digital.
Hay micropipetas simples, que sólo acogen una punta cada vez, y multicanales, que permiten incorporar múltiples puntas (por ejemplo, ocho), absorbiendo el mismo volumen en todas ellas.